# Trentepohlia (Mongoma) auranticolor
Trentepohlia (Mongoma) auranticolor is een tweevleugelige uit de familie steltmuggen (Limoniidae). De soort komt voor in het Oriëntaals gebied.